# Onthophagus vesanus
Onthophagus vesanus är en skalbaggsart som beskrevs av Vladimir Balthasar 1967. Onthophagus vesanus ingår i släktet Onthophagus och familjen bladhorningar. Inga underarter finns listade i Catalogue of Life.